# Carola Müller-Holtkemper
Carola Müller-Holtkemper (* 28. November 1955 in Bad Homburg vor der Höhe) ist eine deutsche Diplomatin. Sie war zuletzt von Oktober 2018 bis Juli 2021 Botschafterin der Bundesrepublik Deutschland für den Jemen.

## Leben
Nach dem Abitur in Kronberg (1974) studierte Müller-Holtkemper bis 1980 Volkswirtschaftslehre in Frankfurt am Main und Paris (1977/78). Sie schloss ihr Studium 1980 mit dem Diplom ab. Danach war sie bis 1981 für die Banco Nacional de México in Mérida tätig. Von 1981 bis 1983 arbeitete Müller-Holtkemper als Projektsachbearbeiterin bei der Kreditanstalt für Wiederaufbau in Frankfurt am Main. Anschließend war sie bis 1985 bei der Société Tuniso-Séoudienne d’Investissement et de Développement in Tunis beschäftigt.

## Laufbahn
Im Jahr 1985 trat Müller-Holtkemper in den Auswärtigen Dienst ein. Nach dem zweijährigen Vorbereitungsdienst wirkte sie als Referentin in der Wirtschaftsabteilung des Auswärtigen Amts in Bonn. 1987 folgte ihre erste Auslandsverwendung als Referentin für Presse, Kultur und Politik an der deutschen Botschaft in Amman (Jordanien). Anschließend war sie erneut für zwei Jahre als Referentin in der Wirtschaftsabteilung des Auswärtigen Amts tätig, bevor sie von 1992 bis 1996 als Referentin für Politik an die deutsche Botschaft in Kairo (Ägypten) entsandt wurde. 1996 wurde Müller-Holtkemper zur deutschen Botschafterin in Jerewan/Armenien ernannt. Sie war damit die jüngste Botschafterin in der Geschichte Deutschlands. Anschließend war sie von 1999 bis 2003 stellvertretende Referatsleiterin in der Abteilung Vereinte Nationen des Auswärtigen Amts. Es folgten Auslandsverwendungen an den deutschen Botschaften in Bagdad (2003–2004), Rabat (2004–2006) und Khartum (2006–2007). Anschließend leitete Müller-Holtkemper bis 2010 das Referat für Ostafrika im Auswärtigen Amt. Von 2010 bis 2013 war sie Botschafterin der Bundesrepublik Deutschland in Tirana.
Seit dem 30. September 2013 war sie Botschafterin der Bundesrepublik Deutschland in Sanaa (Jemen). Nachdem am 6. Oktober 2013 ein deutscher Botschaftsmitarbeiter in Sanaa getötet worden war, tauchten Medienberichte auf, denen zufolge Müller-Holtkemper als deutsche Botschafterin Ziel eines Entführungversuchs geworden sei, bei dem einer ihrer Leibwächter erschossen wurde. Sowohl das jemenitische Außenministerium als auch das Auswärtige Amt in Berlin dementierten später, dass es sich bei dem Angriff auf den Botschaftsmitarbeiter um eine versuchte Entführung Müller-Holtkempers gehandelt habe.
Im Frühjahr 2014 war Carola Müller-Holtkemper Geschäftsträgerin a. i. an der Deutschen Botschaft in Mauretanien und von 2014 bis 2015 Ständige Vertreterin der Botschaft Lima. Vom 1. September 2015 bis 30. September 2018 war Carola Müller-Holtkemper Leiterin der deutschen Botschaft in Mauretanien. Im Oktober 2018 wurde sie wiederum Botschafterin der Bundesrepublik Deutschland für den Jemen. Auf diesem Posten blieb sie bis Mitte 2021.